# Mognéville
Mognéville is een gemeente in het Franse departement Meuse (regio Grand Est) en telt 397 inwoners (1999). De plaats maakt deel uit van het arrondissement Bar-le-Duc.

## Geografie
De oppervlakte van Mognéville bedraagt 18,5 km², de bevolkingsdichtheid is 21,5 inwoners per km².
De onderstaande kaart toont de ligging van Mognéville met de belangrijkste infrastructuur en aangrenzende gemeenten.

## Demografie
Onderstaande figuur toont het verloop van het inwonertal (bron: INSEE-tellingen).